# خانه امامی کلوان
خانه امامی کلوان مربوط به دوره صفوی - دوره پهلوی اول است و در نائین، محله کلوان، کوچه امامی واقع شده و این اثر در تاریخ ۲۴ اسفند ۱۳۸۳ با شمارهٔ ثبت ۱۱۵۶۰ به‌عنوان یکی از آثار ملی ایران به ثبت رسیده است.